# ویکی‌پدیای تالشی
ویکی‌پدیای تالشی (به تالشی: تؤلشه ویکی‌پدیا‎، Tolyšə Vikipedija, Толјšә Википедижа) نسخهٔ تالشیِ دانشنامهٔ آزاد ویکی‌پدیا است. در این ویکی تالشی را به خط لاتین می‌نویسند و می‌توان آن را به صورت خط سیریلیک هم خواند. این دانشنامه در دسامبر ۲۰۲۳ ایجاد شده است.
ویکی‌پدیای تالشی، هم‌اکنون ۲۵ مارس ۲۰۲۵ میلادی، ۳٬۷۳۹ کاربرِ ثبت‌نام‌کرده، ۲ مدیر، و ۹٬۰۵۸ مقاله دارد.